# Ilie Baicu
Ilie Baicu (n. 5 decembrie 1974, Stâlpeni, România) este un fotbalist român retras din activitate. A evoluat în prima ligă românească pentru CS Mioveni, FC Argeș și FC Vaslui.

## Legături externe
- Ilie Baicu la romaniansoccer.ro
- Ilie Baicu la transfermarkt